# Ferrysburg
Ferrysburg est une ville du comté d'Ottawa, dans l'État du Michigan, aux États-Unis. En 2020, sa population était de 2 952 habitants.